# Площадь Первой Республики
Площадь Первой Республики (груз. პირველი რესპუბლიკის მოედანი), бывшая Площадь Революции роз (груз. ვარდების რევოლუციის მოედანი) — площадь в центре Тбилиси, в городском районе Вера на западном конце проспекта Руставели.

## История
Площадь была открыта в 1983 году и названа площадью Республики. 
3 декабря 2005 года переименована в площадь Революции роз. 
26 мая 2018 года переименована в площадь Первой Демократической Республики, событие было приурочено к столетию независимости Грузинского государства.

## Достопримечательности

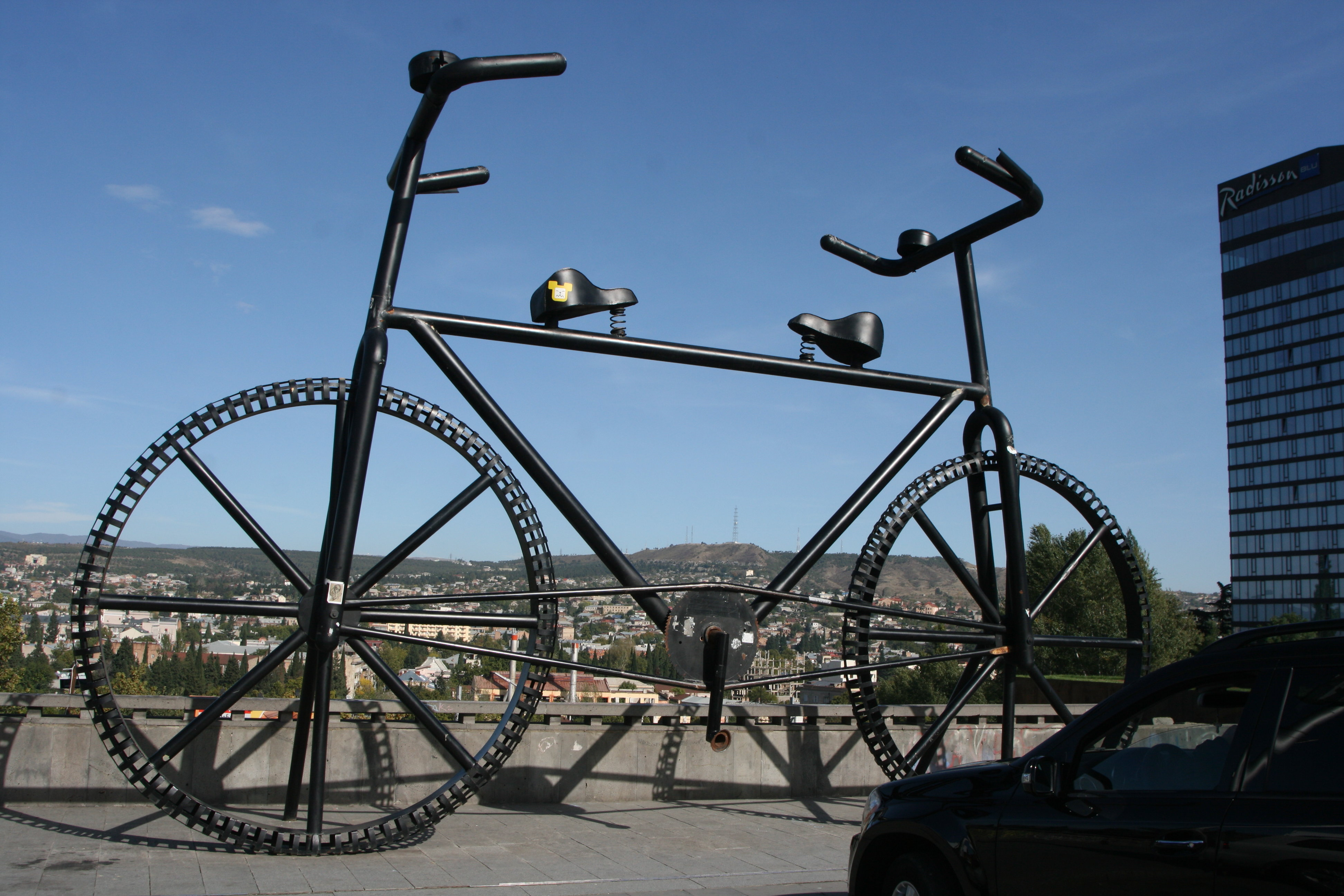

В 2011 году на площади была установлена гигантская металлическая скульптура в виде двухколёсного велосипеда длиной восемь метров и высотой четыре метра, с двумя рулями с обеих сторон. Автор — известный французский художник и архитектор Жан Дюпуи.